# Стрілянина в школі Risbergska
4 лютого 2025 року сталася стрілянина в школі для дорослих «Campus Risbergska» в Еребру, Швеція. Одинадцять людей було вбито, нападник здійснив самогубство, шестеро отримали поранення. Мотиви нападу розслідують шведська поліція та шведська служба безпеки. Шестеро людей були госпіталізовані, влада попередила, що постраждалих може бути більше. Прем'єр-міністр Швеції Ульфа Крістерссона заявив, що це була найжахливіша масова стрілянина в історії країни.

## Передумови
Campus Risbergska — освітній центр для дорослих, який відвідують переважно люди, які не закінчили початкову або середню школу. Розташований в Еребру в центральній Швеції, освітній центр ділить кампус з кількома іншими навчальними закладами. У той час близько 2000 дорослих студентів навчалися в школі, яка пропонує курси на рівні гімназії, а також шведську мову для іммігрантів.

## Стрілянина
Офіцерам подзвонили близько 12:33 за місцевим часом (11:33 UTC). Двоє вчителів у школі розповіли Dagens Nyheter, що вони почули постріли з коридору, потім тишу на пів години, а потім нову стрілянину. Нападник і поліція перестрілювалися, ніхто з поліцейських не постраждав.
Марія Пегадо, вчитель школи, розповіла, що почула постріли та втекла зі своїми 15 учнями через коридор. Інгела Бек Густафссон, директор школи, їла, коли вбігли учні та наказали всім евакуюватися; вона та інші знайшли сховок у кімнаті для персоналу, сусіднього магазину секонд-хенду. Лена Варенмарк, інша вчителька школи, сказала, що під час стрілянини в будівлі було менше учнів, ніж зазвичай, оскільки багато хто пішов додому після національного іспиту.
Управління поліції Швеції заявило, що підозрюваний, ймовірно, діяв сам і підтверджено, що він загинув у стрілянині. Начальник місцевої поліції Роберто Ейд Форест заявив, що стрілець, схоже, вчинив самогубство. Шведське радіо з посиланням на розслідування поліції повідомило, що під час стрілянини була використана автоматична вогнепальна зброя.

## Підозрюваний
35-річного Рікарда Андерссона встановили як підозрюваного наступного дня після стрілянини. Андерссон був зарахований до Campus Risbergska, і він закінчив останній курс у 2021 році. Поліція забарикадувала резиденцію підозрюваного в Еребру. TV4 повідомило, що чоловік мав ліцензію на володіння зброєю та раніше не був судимий. Також повідомляли, що він жив відлюдно і був безробітним.
Стрілянина спочатку викликала припущення в соціальних мережах щодо особи нападника, що призвело до того, що деяких людей було неправомірно звинувачено. Поліція закликала громадян не поширювати непідтверджену інформацію.

## Наслідки
Навколишні школи було закрито, а поліція наказала людям триматися подалі і незабаром огородила територію. З сусідніх округів Седерманланд і Вестманланд були відправлені машини швидкої допомоги, щоб допомогти медичному персоналу в Еребру, тоді як Вермланд надіслав кров для переливання. Крім того, Вермланд і Даларна надали підкріплення поліції. Муніципальна влада Еребру надала підтримку після стрілянини, створивши кризовий центр у церкві.
Загинули 10 осіб і злочинець. Шестеро людей були доставлені в університетську лікарню Еребру, п'ятеро з них отримали вогнепальні поранення та травми, що загрожують життю. Шестеро працівників поліції отримали допомогу через ураження димом.
5 лютого король Швеції Карл XVI Густав і королева Сільвія відвідали Еребру і поклали квіти біля місця стрілянини.

## Реакції
Прем'єр-міністр Швеції Ульф Крістерссон прокоментував у соціальних мережах, що це «дуже болісний день для всієї Швеції», і закликав розслідувати стрілянину. Міністр юстиції Швеції Гуннар Стрьоммер прокоментував: «інформація про насильницький напад в Еребру надзвичайно серйозна». На пресконференції Стрьоммер назвав подію «однією з найгірших стрілянин в історії Швеції». Король Карл XVI Густав висловив свої співчуття, а також місцеві політики та світові лідери, у тому числі король Данії Фредерік X, президент Європейської комісії Урсула фон дер Леєн та прем'єр-міністр Норвегії Йонас Гар Стере.
Роберто Ейд Форест, глава місцевої поліції, описав цю подію як «жахливу, виняткову і кошмарну». Прапори на всіх державних установах, а також на королівських палацах були приспущені 5 лютого.
Міністерство юстиції Данії оголосило, що 5 і 6 лютого, дні народження королеви Марії та принцеси Марії відповідно, не будуть відзначатися як дні підвішування прапора з поваги до жертв стрілянини.